# Мелісса (Техас)
Мелісса (англ. Melissa) — місто (англ. city) в США, в окрузі Коллін штату Техас. Населення — 13 901 особа (2020).

## Географія
Мелісса розташована за координатами 33°17′23″ пн. ш. 96°33′21″ зх. д. / 33.28972° пн. ш. 96.55583° зх. д. (33.289675, -96.555943).  За даними Бюро перепису населення США в 2010 році місто мало площу 26,36 км², з яких 26,19 км² — суходіл та 0,17 км² — водойми. В 2017 році площа становила 28,58 км², з яких 28,40 км² — суходіл та 0,17 км² — водойми.

## Демографія
Згідно з переписом 2010 року, у місті мешкало 4695 осіб у 1512 домогосподарствах у складі 1287 родин. Густота населення становила 178 осіб/км².  Було 1614 помешкання (61/км²).
Расовий склад населення:
| - 84,5 % — білих - 5,4 % — чорних або афроамериканців - 1,0 % — корінних американців - 0,6 % — азіатів - 0,1 % — вихідців з тихоокеанських островів - 5,9 % — осіб інших рас |

До двох чи більше рас належало 2,5 %. Частка іспаномовних становила 12,8 % від усіх жителів.
За віковим діапазоном населення розподілялося таким чином: 34,1 % — особи молодші 18 років, 59,4 % — особи у віці 18—64 років, 6,5 % — особи у віці 65 років та старші. Медіана віку мешканця становила 32,4 року. На 100 осіб жіночої статі у місті припадало 98,1 чоловіків;  на 100 жінок у віці від 18 років та старших — 94,7 чоловіків також старших 18 років.
Середній дохід на одне домашнє господарство  становив 125 848 доларів США (медіана — 116 944), а середній дохід на одну сім'ю — 135 042 долари (медіана — 125 222). За межею бідності перебувало 0,9 % осіб, у тому числі 0,0 % дітей у віці до 18 років та 0,0 % осіб у віці 65 років та старших.
Цивільне працевлаштоване населення становило 3129 осіб. Основні галузі зайнятості: освіта, охорона здоров'я та соціальна допомога — 30,4 %, мистецтво, розваги та відпочинок — 13,0 %, науковці, спеціалісти, менеджери — 12,4 %.